# Lussan (Gard)
Lussan è un comune francese di 482 abitanti situato nel dipartimento del Gard nella regione dell'Occitania.

## Società

### Evoluzione demografica
Abitanti censiti